# Ogliastra
L'Ogliastra (Ogiàstra, Ollàstra o Ozàstra in sardo) è una regione storico-geografica situata nella Sardegna centro-orientale; essa è una delle sette Barbagie. In passato era conosciuta non come Ogliastra, ma come Barbagia Trigònia.
Dà anche il nome alla Provincia dell'Ogliastra, attiva dal 2005 al 2016, e riattiva dal 2025 che ha come capoluoghi Tortolì e Lanusei. L'Ogliastra è annoverata tra le 5 zone blu del mondo. Il centro più importante e popoloso è la città di Tortolì.

## Geografia
L'Ogliastra viene convenzionalmente divisa in Alta Ogliastra, Tortolì e i territori 
a nord, e Bassa Ogliastra, i territori a sud di Tortolì.
- Alta Ogliastra[1], comprendente i comuni di: Tortolì, Elini, Ilbono, Arzana, Villagrande Strisaili, Talana, Triei, Lotzorai, Baunei, Urzulei, Girasole.
- Bassa Ogliastra[2], comprendente i comuni di: Seui, Gairo, Osini, Lanusei, Loceri, Bari Sardo, Ussassai, Ulassai, Jerzu, Cardedu, Tertenia, Perdasdefogu.

## Storia

### Preistoria
L'Ogliastra è abitata dall'uomo sin dal neolitico. Come nel resto dell'Isola i Protosardi eressero qui le "pietre fitte" (menhir), dove svolgevano i loro riti magico-religiosi. Numerose anche le caratteristiche domus de janas e le successive tombe dei giganti nonché i nuraghi che in Ogliastra sono circa 250, concentrati con una maggiore intensità nei territori di Tortolì, Tertenia, Barisardo e Ilbono.

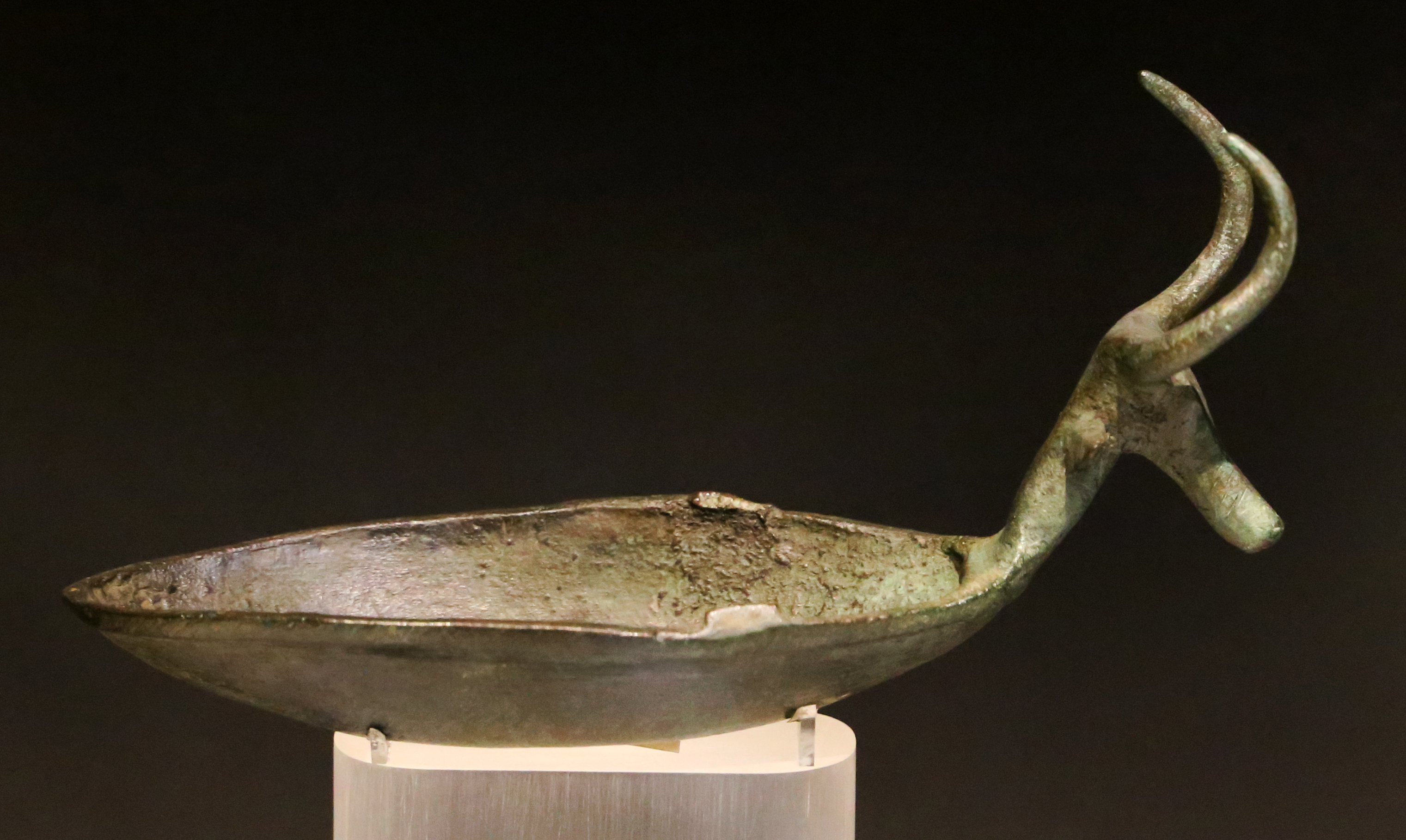
Navicella nuragica da Baunei

Accanto ai più importanti edifici nuragici, che rappresentano la vitalità e le capacità creative dei Sardi del mondo antico, si riscontrano i muri a secco circolari delle capanne di frasche che costituivano dei veri e propri villaggi, come a Orruinas (Arzana), Su Chiai (Villagrande), Goene (Ilbono), S'Orciada (Barisardo) Nuraghe Bau 'e Tanca a Talana .
In Ogliastra sono stati rinvenuti numerosi bronzetti nuragici, ciò sta a indicare come in questa regione, in epoca nuragica, si svolgesse un'intensa attività metallurgica.
A queste opere d'arte si devono aggiungere le armi, gli utensili e gli oggetti ornamentali, in gran parte fusi o rifiniti nell'officina rinvenuta nei pressi di Lotzorai e in quella di S'Arcu 'e Is Forros (Villagrande). Esistevano villaggi nuragici costieri come quello addossato al Nuraghe S'ortali 'e su monti, nel nuraghe sono stati rinvenuti ben dieci silos, testimoni dell'intensa attività agricola delle popolazioni stanziali nuragiche, il villaggio doveva quindi essere un importante snodo commerciale, la presenza di così tanti silos infatti implica un surplus produttivo. Nel nuraghe sono state ritrovate anche 19 asce in bronzo a margini rialzati. il centro metallurgico-santuario di S'Arcu 'e Is Forros (XIV-VIII secolo a.c), dove erano presenti ben tre templi a megaron, ha restituito diversi reperti proventienti dall'Etruria e persino dal Mediterraneo orientale come un'anfora filistea con iscrizione e uno scarabeo egizio.
Un altro importante santuario era quello di Sa Carcaredda a Villagrande Strisali, dove sorgeva un ampio insediamento.

### Periodo fenicio-punico
Ed è proprio ai Fenici che potrebbe farsi risalire la fondazione di Sulci Tirrenica, ubicata nella costa ogliastrina, nei pressi di Tortolì. Nel VI secolo a.C. i Cartaginesi s'imposseserano definitivamente della porzione centro-meridionale della Sardegna, sfruttandone le risorse agricole e minerarie. Gli Iliensi cercarono di ostacolarne la penetrazione, ma resisi conto che ogni resistenza era vana, si trasferirono in massa nelle zone montane a ridosso del Gennargentu, a nord del Flumendosa. Qui, dopo essersi fusi con gli abitanti che li avevano preceduti.
Nella costa, invece, più viva dovette essere l'influenza cartaginese. I resti di Sulci (probabilmente fiorente città punica) e il Porto Sulpicio, sono significativi a questo proposito.
A Tertenia i ruderi più cospicui si trovano nella zona di "San Giovanni di Sarrala", in località "Morosini", "S'Arrettori" e "Su Tettioni", tutte distanti dal mare e approssimativamente allineate lungo le pendici che delimitano a occidente il territorio costiero. Sulla costa le tracce antiche sono meno numerose, comunque, in corrispondenza delle foci di due fiumiciattoli dette rispettivamente "Sa Foxi Manna", a nord, e "Sa Foxi Murdegu", a sud, si hanno degli indizi interessanti d'insediamenti punici. Si dovevano avere, presumibilmente, due nuclei abitati cui corrispondono sul mare due approdi e sui monti due valichi per le strade di comunicazione verso l'interno, il cui nome doveva essere Saralapis.
Sotto e attorno al castello di Medusa, presso Lotzorai (che si ritiene eretto dai giudici di Cagliari, poi ampliato a più riprese e abbandonato, probabilmente, nel XVI secolo) la roccia del colle appare, in diversi punti, accuratamente tagliata in modo da consentire la posa in opera di grossi blocchi squadrati, alcuni dei quali sono ancora sul posto e sostengono le strutture medioevali. La particolare lavorazione della roccia e la tecnica edilizia a grandi blocchi squadrati messi in opera a secco, secondo gli studiosi, è da attribuire ad una costruzione monumentale cartaginese databile fra il IV e il III secolo a.C., probabilmente, pertinente ad un edificio militare o religioso.
È probabile la presenza di un sostrato punico in vari luoghi della piana di Tortolì, dove si osservano in superficie abbondanti ruderi romani e cocciame di cronologia incerta, come a "Sant'Efisio" (a Nord-Ovest del castello di Medusa), a "Donigala" (Lotzorai), a "Su Rulleu" presso Santa Maria Navarrese, a "Santa Barbara" presso Tortolì, e, infine, a "San Lussorio" di Tortolì. Nell'isolotto d'Ogliastra sono stati ritrovati frammenti fittili di epoca punica e romana.
Particolare cura era dedicata, in epoca punica, alla strada costiera orientale, lungo la quale dovevano essere disseminati una miriade d'insediamenti legati al commercio marittimo, ma che non ebbero modo di svilupparsi e di prosperare a causa delle sfavorevoli condizioni politiche ed economiche, determinate nel V secolo a.C. dalle sconfitte subite da Punici ed Etruschi, rispettivamente a Imera e a Cuma.

### Periodo romano
Dopo la prima guerra punica, le popolazioni furono assoggettate a Roma con patti giurati, messe sotto le direttive dei praefectus, i quali riuscirono a romanizzarle profondamente. Furono costruite importanti strade fra le quali la più importante per l'Ogliastra quella che univa Caralis a Olbia attraversando, in lungo, tutta la regione, in gran parte lungo la costa. Per proteggere il traffico da azioni delittuose si limitarono a istituire dei posti di polizia, denominati, secondo l'importanza, custodia e stationes.
I resti dell'antica Sulci, altri ruderi d'importanti abitazioni, sparsi in vari paesi d'Ogliastra, anfore di terracotta raccolte nei dintorni di Barisardo, migliaia di monete rinvenute un po' dovunque, e la lingua romanza, simile al latino, tuttora parlata in Ogliastra, e alcuni diplomi militari testimoniano del profondo legame che univa questa regione a Roma. Uno dei congedi romani, rinvenuto a Tortolì, apparteneva a due marinai sardi che servirono nella Classis Misenensis: "D. Numitorio Tarammoni" e suo figlio "Tarpal(')ari" (appartenenti al popolo ogliastrino dei Fifenses). Gli altri congedi, scritti sul bronzo, sono stati rinvenuti nei pressi di Ilbono: di quello rilasciato dall'imperatore Tito nel 79-81 d.C., ne resta solo un piccolissimo frammento; il secondo, rilasciato dall'imperatore Adriano, apparteneva a un marinaio che militò nella flotta pretoria di Ravenna.
Dai Romani l'Ogliastra, come il resto dell'isola, passò ai Vandali e, quindi, ai Bizantini.

### Medioevo

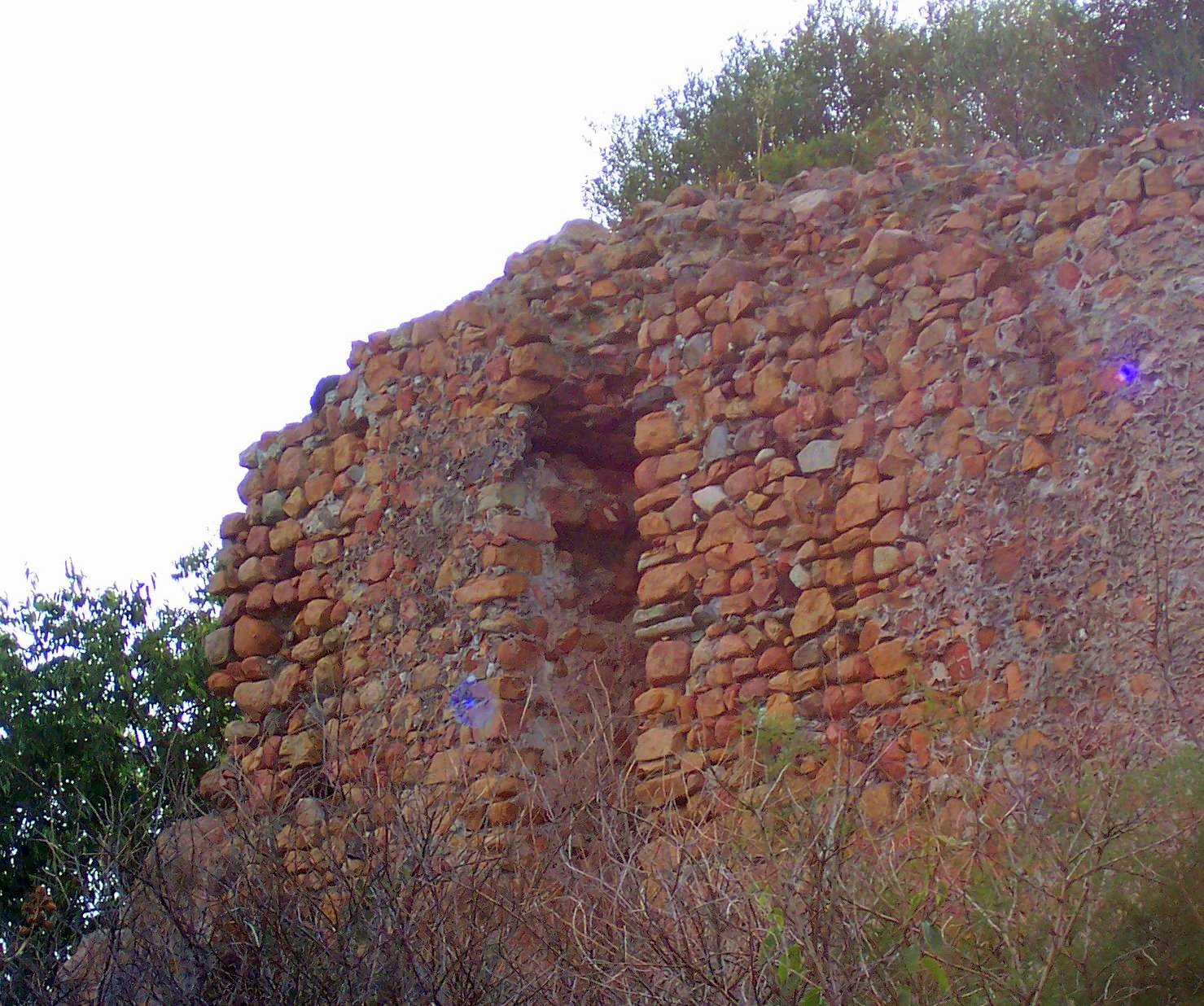
Castello di Medusa

Nel XII secolo, tutta l'Ogliastra faceva parte del Giudicato di Cagliari. Nel 1258 il territorio del giudicato di Cagliari, sconfitto, fu diviso in tre parti: Giovanni Visconti di Gallura ebbe la fascia sud-orientale dell'isola, comprendente il Sarrabus, Tolostrai, Chirra e l'Ogliastra, che andava a saldarsi con le propaggini meridionali del Giudicato di Gallura. Giovanni Visconti rimase in Sardegna per pochi e non lunghi periodi, preferendo lasciare l'amministrazione dei suoi territori a dei giudici «di fatto». Così nel 1263 un «prudens et discretus Fasiolus» amministrava a suo nome l'Ogliastra e le altre Curatorie, costituenti la terza parte del Giudicato cagliaritano, a lui assegnata; e un Gioffredo reggeva, col titolo di vicario, il Giudicato di Gallura. Il termine di Giudicato invece di Curatoria, attribuito in epoca pisana all'Ogliastra, era dovuto all'organizzazione data ai territori da Giovanni Visconti in forma diversa da quella vigente nelle altre parti del disciolto Giudicato di Cagliari e per una certa assimilazione istituzionale col Giudicato di Gallura. Tuttavia, in considerazione del breve lasso di tempo che intercorre tra la tripartizione del Giudicato di Cagliari (1258), il diretto possesso dell'Ogliastra da parte della Repubblica di Pisa (1288) e la conquista catalano-aragonese (1323), non si può escludere che tale organizzazione istituzionale sia antecedente a questi ultimi avvenimenti. L'Ogliastra fu ceduta in feudo a Berengario Carroz e incorporata nella Contea di Quirra, nel 1363.
Per tutto il periodo spagnolo, il Feudo ogliastrino continuò a essere chiamato Giudicato d'Ogliastra. Nel 1481, gli Ogliastrini ottennero che il capitano del Giudicato fosse nativo del posto, e con giurisdizione da Gen'e Ponti, fino a Bau de Fillina. E nel caso in cui la Baronia di Orosei ritornasse all'ubbidienza del conte di Quirra, che detto capitano avesse giurisdizione anche in questa Baronia: «Fino a Dormilloru, com'era quando il detto popolo la possedeva, in seguito a conquista da esso fatta, per la quale ha sofferto molte difficoltà, con perdita di uomini e di beni e che detto onore e uso antico sia concesso al popolo del Giudicato d'Ogliastra. E che il capitano sia obbligato ad andare due o tre volte l'anno a visitare la Incontrada del Sarrabus, come era usanza e abitudine da parte degli altri capitani passati». Tortolì era sede del capitano di giustizia del Giudicato, e dei suoi subalterni: luogotenente e scrivano di Corte; ed ivi si radunavano i procuratori dei vari villaggi per trattarvi interessi e fissare i gravami fiscali, che senza il loro consenso non potevano aumentarsi.

### Storia moderna e contemporanea
Dopo quattro secoli di presenza iberica, nei primi due decenni del secolo XVIII, la Sardegna cambia per tre volte dominazione. Per effetto della guerra di successione spagnola, l'isola passa nel 1713 alla Casa d'Austria (Trattato di Utrecht); nel 1717 è rioccupata dalla Spagna e, infine, col Trattato di Londra del 2 agosto 1718, è assegnata alla Casa Savoia in cambio della Sicilia.

#### La Provincia d'Ogliastra nell'Ottocento
Con Editto del 4 maggio 1807, furono istituiti in Sardegna 15 Tribunali di Prefettura, otto nella parte meridionale (Cagliari, Iglesias, Laconi, Mandas, Oristano, Sorgono, Tortolì, Villacidro) e sette nella settentrionale (Sassari, Alghero, Bono, Bosa, Nuoro, Ozieri, Tempio), con in ciascuna un comandante militare, un prefetto e un vice prefetto, un avvocato del Fisco e un segretario. L'intento era di facilitare l'amministrazione della Giustizia, creando giudici intermedi tra quelli locali e la Reale Udienza. Oltre alle competenze giudiziarie, le Prefetture avevano anche funzioni amministrative (di Intendenza e di Tesoreria) sulla Provincia.
La Prefettura di Tortolì comprendeva i villaggi dell'Ogliastra e del Sarrabus: Tortolì, Ardali, Arzana, Baunei, Barì, Elini, Gairo, Girasole, Jerzu, Ilbono, Lanusei, Loceri, Lotzorai, Muravera, Manurri, Osini, Perdasdefogu, San Vito, Talana, Tertenia, Triei, Ulassai, Urzulei, Villagrande Strisaili, Villanova Strisaili, Villaputzu.
Con l'Editto 24 dicembre 1821, Lanusei sostituì Tortolì, come capoluogo di Provincia, a cui furono tolti i Comuni di Muravera e San Vito; altrettanto successe per Oristano, a favore di Busachi. L'isola restava divisa in 10 Prefetture e in 10 Provincie agli effetti amministrativi: Cagliari, Busachi, Iglesias, Isili, Lanusei, Sassari, Alghero, Cuglieri, Nuoro, Ozieri. L'Editto, pur mantenendo, agli effetti giudiziari le circoscrizioni di Prefettura, attribuiva agli intendenti provinciali (dipendenti dall'intendente generale di Cagliari) le attribuzioni dei Comuni e la vigilanza sui Consigli comunali, fino allora affidate ai prefetti. Dal 1825 i prefetti restarono esclusivamente funzionari giudiziari.
Con Regie patenti del 22 dicembre 1846, si modificarono queste circoscrizioni agli effetti esattoriali e si divise la Sardegna in 12 Province: Cagliari, Alghero, Cuglieri, Iglesias, Isili, Lanusei, Mandas, Nuoro, Oristano, Ozieri, Sassari, Tempio). Il decreto reale 12 agosto 1848 divise la Sardegna in tre Divisioni amministrative e 11 Province: Divisione di Cagliari (Cagliari, Iglesias, Isili, Oristano); Divisione di Nuoro (Nuoro, Cuglieri, Lanusei); Divisione di Sassari (Sassari, Alghero, Ozieri, Tempio). Quest'ordinamento restò immutato sino al 1859, quando le Province sarde vennero ridotte a due, Cagliari e Sassari, e Lanusei restò come uno dei Circondari della Provincia di Cagliari.
Tale Circondario, cui furono aggregati Comuni già della Provincia di Isili, comprendeva i Mandamenti di Lanusei, con Arzana, Elini, Loceri, Ilbono e Villagrande; di Tortolì, con Barisardo, Baunei, Girasole, Lotzorai, Talana, Triei e Urzulei; di Jerzu, con Gairo, Osini, Perdasdefogu, Tertenia e Ulassai; di Seui, con Escalaplano, Esterzili, Sadali, Seulo e Ussassai; di Isili, con Escolca, Genoni, Gergei, Nuragus, Nurallao e Serri; di Sorgono, con Austis, Teti, Tiana e Tonara; di Mandas, con Laconi, Nurri e Orroli. Dal 2 gennaio 1927, l'Ogliastra ha fatto parte della Provincia di Nuoro. La creazione della Provincia d'Ogliastra - di là dalle pur giustificate considerazioni sull'effettiva incisività di tale istituzione - ha, infine, sancito nel maggio 2005 la realizzazione di un sogno a lungo perseguito: il riconoscimento ufficiale dell'identità ogliastrina. Comunità che ha avuto nei secoli e millenni passati una propria, autonoma e ben definita, organizzazione istituzionale. La provincia in seguito ai referendum regionali del 2012 viene abolita dalla legge regionale 2/2016, fatto che porterà ad aprile al ritorno del territorio ogliastrino sotto l'amministrazione della provincia di Nuoro.

## Lingue e dialetti
In Ogliastra si parla una variante del sardo campidanese, l'ogliastrino, o Barbaricino orientale. Data la vicinanza e il legame con gli altri paesi della Barbagia, la variante ogliastrina risente di forti influssi nuoresi modificando anche la grammatica, specialmente nei paesi della montagna ogliastrina, quali Jerzu,  Ulassai, Gairo e Arzana, e parimenti in comuni quali Urzulei, Talana, Villagrande, Baunei e Triei che trovandosi più a nord sono ancora più distaccati dal campidanese.

## Turismo

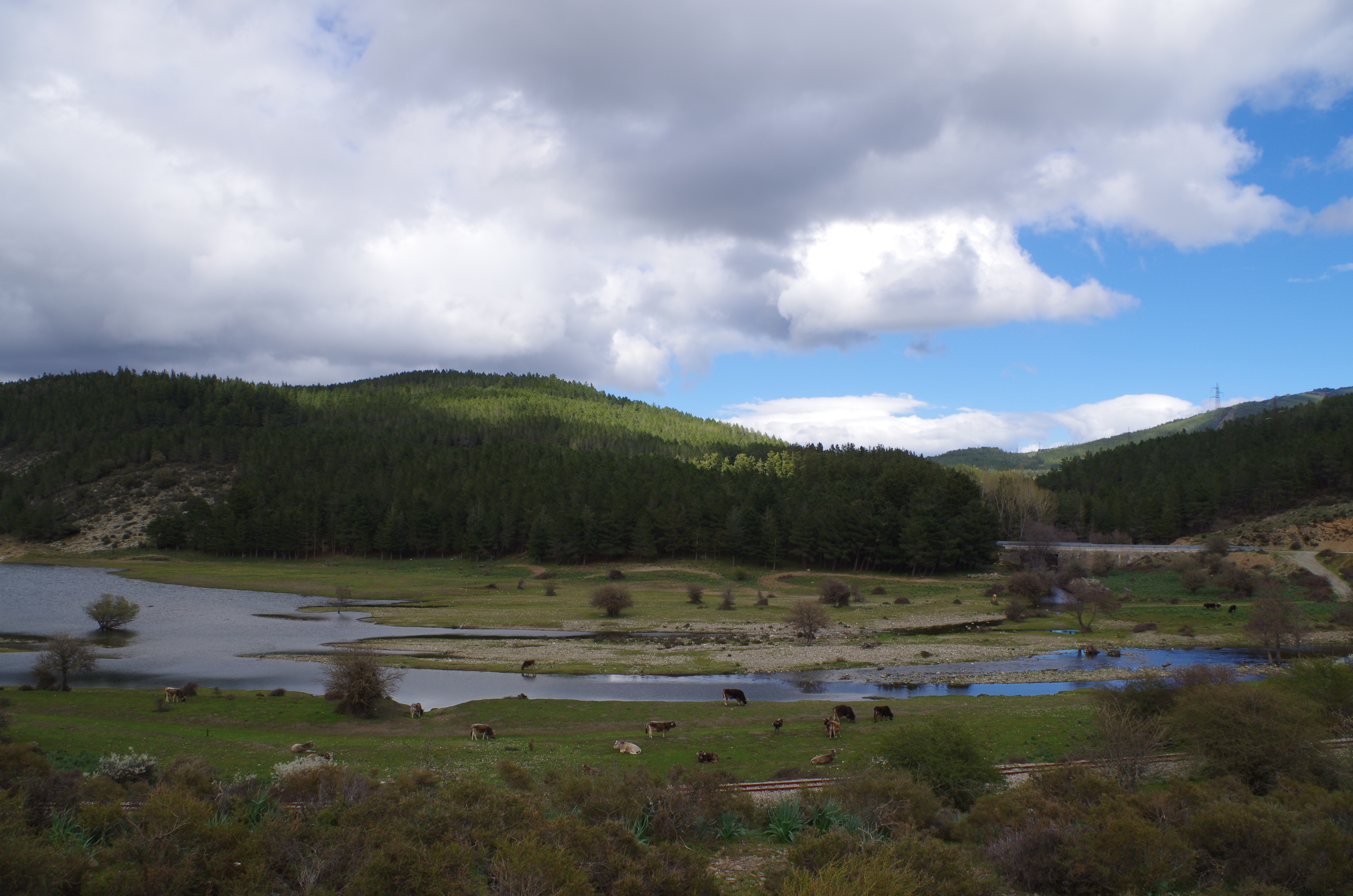
Paesaggio nei pressi di Villanova Strisaili, dalla stazione del Trenino Verde

In Ogliastra esistono due tipi di turismo, quello balneare e quello montano. I centri più importanti per il turismo balneare sono Tortolì e Baunei, di quest'ultimo con la frazione di Santa Maria Navarrese.

## Musei
- Stazione dell'arte Museo arte contemporanea Ulassai
- Museo all'aperto Maria Lai a Ulassai
- Museo Diocesano a Lanusei
- Museo Albino Manca a Tertenia
- Museo Andalas de Memoria a Urzulei

## Edifici storici
- Lavatoio Comunale di Ulassai

## Siti archeologici

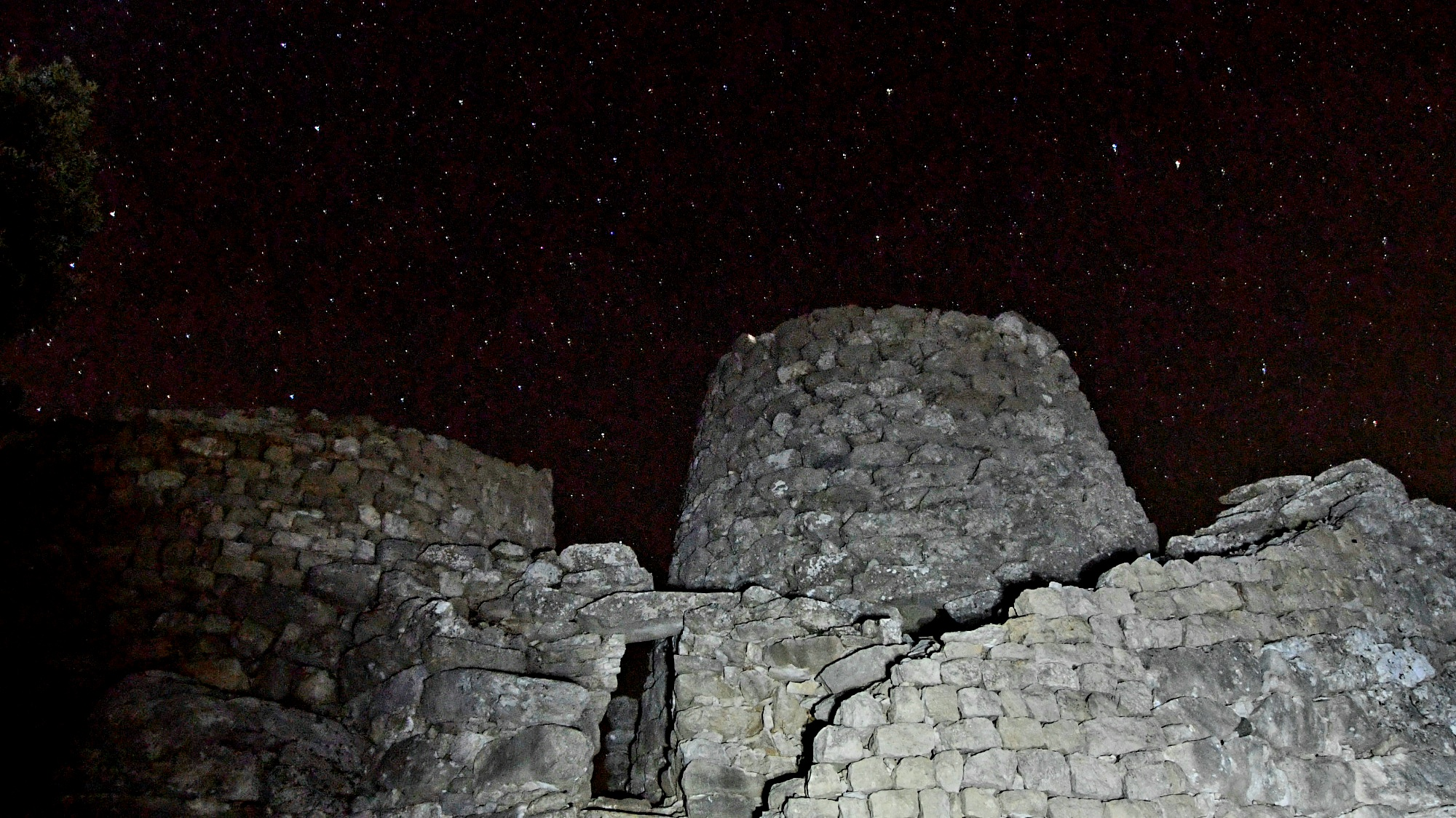
Nuraghe Serbissi

- Nuraghe Serbissi tra Gairo e Osini
- Nuraghe s'Ulimu a Ulassai
- Nuraghe Pranu a Ulassai
- Nuraghe Corru Trabutzu a Villagrande Strisaili
- Tomba dei Giganti di Osono a Triei
- Nuraghe S'Ortali 'e su Monti a Tortoli
- Parco archeologico di Selene a Lanusei
- Nuraghe Scerì a Ilbono
- Complesso nuragico di S'arcu de is Forros a Villagrande Strisaili
- Nuraghe Sellersu sul mare a Bari Sardo
- Nuraghe Bau e Tanca a Talana
- Tombe dei giganti della provincia dell'Ogliastra

## Aree protette
I siti istituiti con decreto dell'Assessorato regionale della difesa dell'ambiente della Regione Sardegna per l Ogliastra sono i seguenti:
- Monumento naturale Perda 'e Liana
- Monumento naturale Scala di San Giorgio di Osini
- Perda Longa di Baunei
- Punta Goloritze a Baunei
- Monumento naturale Su Sterru a Baunei